# Oberonia multidentata
Oberonia multidentata là một loài thực vật có hoa trong họ Lan. Loài này được Aver. mô tả khoa học đầu tiên năm 2007.